# Жилберто Алвес
Жилберто Алвес (порт. Gilberto Alves, нар. 24 грудня 1950, Нова-Ліма) — бразильський футболіст, що грав на позиції нападника. По завершенні ігрової кар'єри — тренер.
Виступав, зокрема, за «Флуміненсе» та «Ботафогу», а також національну збірну Бразилії.

## Клубна кар'єра
У дорослому футболі дебютував 1970 року виступами за команду «Вілла-Нова», з якою виграв другий дивізіон чемпіонату Бразилії в 1971 році. Згодом грав у складі команди «Комерсіал» (Кампу-Гранді) у вищому дивізіоні країни.
Своєю грою за останню команду привернув увагу представників тренерського штабу клубу «Флуміненсе», до складу якого приєднався 1974 року. Відіграв за команду з Ріо-де-Жанейро наступні три сезони своєї ігрової кар'єри. У другий рік у «Флу» Жил забив 11 голів, ставши 4-м снайпером чемпіонату штату Сан-Паулу і виграв з клубом чемпіонат штату, а наступного року повторив цей успіх. У «Флуміненсе» Жил став частиною знаменитої «триколірної машини» (порт. Máquina Tricolor), прозваної так за відмінну гру. Жил складав дует у півзахисті разом з Роберто Рівелліно, що діяв у центрі поля і забезпечував Жила передачами. У «Флуміненсе» Жил отримав прізвисько «Бик» (порт. Búfalo Gil), за свою манеру гри — він йшов у силові єдиноборства, щоб продавити суперника. Загалом за «Флуміненсе» Жил провів 172 матчі, забивши 75 голів.
Протягом 1977—1980 років захищав кольори клубів «Ботафогу» і «Корінтіанс», після чого відправився до Іспанії, ставши гравцем клубу «Реал Мурсія». За підсумками першого сезону команді вилетіла з Прімери, але бразилець залишився у клубі і провів ще один сезон у Сегунді.
Повернувшись на батьківщину Жил грав за клуби «Корітіба», «Америка» (Ріо-де-Жанейро) та «Сан-Крістован», а завершив ігрову кар'єру у португальській команді «Фаренсе», за яку виступав протягом 1983—1986 років.

## Виступи за збірну
1976 року дебютував в офіційних матчах у складі національної збірної Бразилії.
У складі збірної був учасником чемпіонату світу 1978 року в Аргентині, на якому команда здобула бронзові нагороди, а Жил зіграв в усіх семи іграх своєї команди.
Загалом протягом кар'єри у національній команді, яка тривала 3 роки, провів у її формі 40 матчів (28 перемог, 10 нічиїх і 2 поразки), забивши 12 голів.

## Кар'єра тренера
Після завершення кар'єри гравця, Жил став тренером. Він працював з низкою бразильських клубів, а також за кордоном, тренуючи перуанський клуб «Альянса Ліма», еквадорський «ЛДУ Портов'єхо» та саудівський «Аль-Таавун»
Останнім місцем тренерської роботи був бразильський клуб «Португеза Сантіста», головним тренером команди якого Жилберто Алвес був протягом 2009 року.

## Титули і досягнення

### Командні
- Переможець Ліги Каріока (2):

«Флуміненсе»: 1975, 1976
- Бронзовий призер чемпіонату світу: 1978

### Особисті
- Володар бразильського Срібного м'яча: 1975